# Plagiognathus alboradialis
Plagiognathus alboradialis är en insektsart som beskrevs av Knight 1923. Plagiognathus alboradialis ingår i släktet Plagiognathus och familjen ängsskinnbaggar. Inga underarter finns listade i Catalogue of Life.